# 오로히푸스

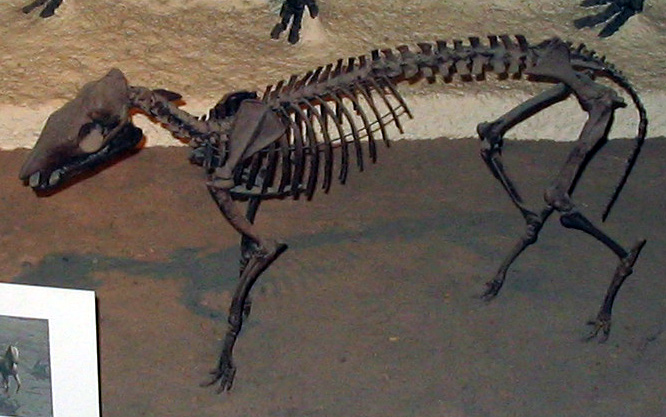

오로히푸스(Orohippus)는 신생대 제3기 에오세 중반에 생존한 유제류에 속하는 원시 말 화석이다. 히라코테리움(에오히푸스)에서 진화하였으며 에피히푸스를 거쳐 메소히푸스, 미오히푸스로 이어진다. 히라코테리움속으로, 학자에 따라서는 히라코테리움의 일종으로 보기도 한다. 말과와 맥과의 공동 조상이다.
오로히푸스는 에오세 중반인 약 5000만 년 전에 히라코테리움의 일종으로부터 진화되었는데, 히라코테리움의 특징을 아직 많이 갖고 있어서 일각에서는 히라코테리움의 일종으로 본다. 그러나 오로히푸스가 몸집이 더 가늘고 머리가 길며, 이빨 배열에서 맨 뒤 앞어금니가 어금니형태로 바뀐 것이 히라코테리움과의 큰 차이점이며 이는 오로히푸스가 더 질긴 식물도 잘게 부술 수 있었다.
또한 히라코테리움은 발가락이 다섯 개이지만 오로히푸스는 발가락이 4개였다. 그러나 통상 오로히푸스도 넓은 의미에서 히라코테리움속으로 본다. 그 뒤 에오세 중반인 4700만년 전 오로히푸스의 한 종이 에피히푸스(Epihippus)로 갈라졌는데, 오로히푸스는 변종인 에피히푸스와는 2,3백만년을 공존하였다.

## 같이 보기
- 에오히푸스
- 에피히푸스
- 메소히푸스
- 미오히푸스
- 말
- 당나귀
- 얼룩말
- 맥